# Urkarach
Urkarach (in russo Уркарах?; in lingua dargwa: Уркарахъ) è un villaggio della Russia situato nel Daghestan. Appartiene al rajon Dachadaevskij di cui è il centro amministrativo.
Il villaggio si trova 151 km a sud della città di Machačkala.